# Джерело № 2 (Сіль)
Джерело № 2 — гідрологічна пам'ятка природи місцевого значення в Україні. Розташована на території Ужгородського району Закарпатської області, біля західної околиці села Сіль (урочище «Росіл»). 
Площа 0,5 га. Статус отриманий у 1984 році. Перебуває у віданні: Солянська сільська рада. 
Вода джерела вуглекисла, хлоридно-натрієва. Заг. мінералізація — 12-13 г/л. Мікроелементи — марганець, барій, метаборна кислота. Використовується для лікування захворювань нервової системи та опорно-рухової системи.